# Hay River (Kanada)

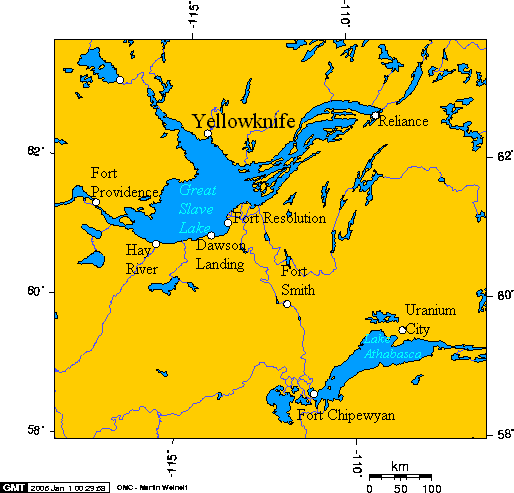
Hay River und der Große Sklavensee

Hay River ist eine Stadt am Südufer des Großen Sklavensees in den Nordwest-Territorien Kanadas. Sie liegt am gleichnamigen Fluss Hay River und ist nach Yellowknife die zweitgrößte Gemeinde in den Nordwest-Territorien. Hay River hatte 2011 ca. 3.600 Einwohner und liegt unweit vom Wood-Buffalo-Nationalpark. In der Stadt liegt auch der Hay River Airport.

## Geschichte
Der Ort ist seit 1892 dauerhaft bewohnt. Zu diesem Zeitpunkt zählte er rund 60 Einwohner. Nachdem die Einwohnerzahl in den folgenden Jahren weiter anstieg, wurden eine Schule, ein Krankenhaus sowie eine Polizeistation in der Gemeinde eingerichtet. Im Zuge des Canol-Road-Bauprojektes wurde von den United States Army Corps of Engineers, während des Zweiten Weltkriegs auf der benachbarten Vale Island eine Start- und Landebahn gebaut. In den späten Vierzigerjahren baute die damalige Regierung von Kanada eine Verbindungsstraße, die heute als der Mackenzie Highway bekannt ist. Dieser führt von Grimshaw, Alberta, bis zum Hay River und verbindet somit die Nordwest-Territorien mit dem Süden des Landes. 1959 eröffnete das kanadische Logistik- und Schifffahrtsunternehmen Northern Transportation Company seinen Hauptsitz am Fluss. Von dort aus werden auch heute Güter und andere Materialien in andere Gemeinden und Städte wie z. B. nach Inuvik und Tuktoyaktuk sowie weitere Gemeinden am Arktischen Ozean, wie Taloyoak, Nunavut bis nach Barrow, Alaska, transportiert.
Während der kanadischen Waldbrandsaison 2023 musste die Gemeinde evakuiert werden, da sich ein Waldbrand näherte und befürchtet wurde, dass der Highway nicht mehr befahrbar sein würde und damit der Fluchtweg abgeschnitten.

## Infrastruktur
Die Kleinstadt verfügt heute über ein vollausgestattetes Krankenhaus. Das H.H. Williams Memorial Hospital verfügt neben allgemeinen Medizinischen Einrichtungen auch über einen Rettungsdienst. Die Royal Canadian Mounted Police (RCMP) sorgt für die Sicherheit in der Stadt. Die Polizeistation befindet sich in der Innenstadt und verfügt über einige Gefängniszellen. In der Stadt befinden sich mehrere Einkaufsmöglichkeiten. So befinden sich zwei Lebensmittelgeschäfte sowie das Northern Store in der Stadt. Daneben gibt es Filialen der Canadian Bank of Imperial and Commerce und der Royal Bank of Canada sowie eine TRU-Hardware-Filiale und eine Home-Hardware-Filiale. Daneben befindet sich ein kleines Museum in der Stadt, in dem die Geschichte der Stadt dargestellt wird.
Vom örtlichen Flughafen Hay River Airport fliegen zumeist kleinere Maschinen mehrerer Airlines ab und bieten mehrere Flugverbindungen an. Buffalo Airways betreibt planmäßige Verbindungen nach Yellowknife. Darüber hinaus bietet die Gesellschaft Charterflüge in andere Städte an. Canadian North bietet ebenfalls planmäßige Verbindungen nach Yellowknife sowie in andere Städte an. Northwestern Air bietet planmäßige Verbindungen nach Edmonton und Fort Smith an. Weitere kleinere Gesellschaften bieten Charterflüge an. Dazu gehören Landa Air, Carter Air Services, Denendeh Helicopters und Remote Helicopters.
Hay River wird von den größeren Städten mit Medien versorgt. CKHR-FM 107.3 ist der einzige Hörfunksender in der Stadt, der über lokale Studios verfügt und von der Hay River Community Service Society betrieben wird. Daneben wird das Programm mehrerer Hörfunksender aus größeren Städten übertragen. Die Hay River Community Service Society stellt auch die Fernsehversorgung sicher.
The Hub ist eine unabhängige wöchentlich erscheinende Zeitung, die von Chris Brodeur aufgelegt wird. Der Chefautor ist Patrick Teskey.
Neben Hay River wird die Zeitung auch in Yellowknife, Enterprise, Fort Smith, Inuvik, Fort Providence, Fort Resolution und Grande Prairie vertrieben.
Mehrere Telekommunikationsunternehmen stellen eine zuverlässige Internet- und Telefonverbindung sicher. Dazu gehören die Anbieter SSI Micro und Bell Sympatico, Northwestel sowie NMI Mobility.

## Persönlichkeiten
- Brendan Green (* 1986),  Biathlet
- Denise Ramsden (* 1990), Radrennfahrerin
- Geoff Sanderson (* 1972), Eishockeyspieler